# 運動功能減退
運動功能減退（hypokinesia）或運動減退、运动减少，是运动障碍（movement disorders）的一种分类型別，指的是身体运动减少，其病因是由于基底神经节受到损伤而导致部分或完全丧失肌肉运动，或是精神健康障礙和因疾病而長期不活動所致。运动减退是帕金森病的一种症状，表现为肌強直和产生动作困难。
運動功能減退包含下列光譜的症状：
- 運動不能（akinesia）：又名無運動症，病人會因為中樞神經系統無法或提不起勁去作任何身體移動。常見的例子是嚴重的帕金森病患者。
- 平衡障碍

## 參看
- 運動不能性緘默症（英语：Akinetic mutism）
- 亞健康